# DDR-Rundfahrt 1956
Die DDR-Rundfahrt 1956 fand vom 5. bis 15. Juli statt. Das zum achten Mal ausgetragene Etappenrennen gewann mit Alfons Hermans zum ersten Mal ein ausländischer Fahrer bzw. Belgier, während der SC Wissenschaft Leipzig in der Mannschaftswertung siegte. Bester DDR-Fahrer war Siegfried Wustrow auf dem zweiten Platz.

## Teilnehmer
Auf Beschluss des Trainerrats des Deutschen Radsport-Verbandes der DDR nahmen die Nationalmannschaftsfahrer nicht an der Rundfahrt teil. Grund waren die Ausscheidungsrennen mit den Fahrern des Bundes Deutscher Radfahrer zur Nominierung einer gemeinsamen Olympiamannschaft.
Das 95 Fahrer starke Teilnehmerfeld war in 19 Mannschaften zusammengefasst. Nach 1952 nahm mit dem WAC Hoboken erstmals wieder eine internationale Mannschaft teil. Auch die Landesverbände Niedersachsen und Nordrhein-Westfalen hatten jeweils ein Team entsandt. Die einheimischen Fahrer kamen aus drei Sportklubs (SC) und 13 Mannschaften der DDR-weiten Sportvereinigungen (SV). Es traten folgende Mannschaften an:
| - SC Dynamo Berlin - SC Einheit Berlin - SC Wissenschaft Leipzig - SV Aufbau - SV Chemie - SV Empor - SV Fortschritt - SV Lokomotive - SV Medizin - SV Motor | - SV Post - SV Rotation - SV Stahl - SV Traktor - SV Turbine - SV Wismut - WAC Hoboken - LV Niedersachsen - LV Nordrhein-Westfalen |

## Streckenverlauf
Bei der DDR-Rundfahrt 1956 waren 1561 Kilometer in zehn Etappen zu bewältigen. Die Strecke führte durch elf der 14 DDR-Bezirke, Start und Ziel war in Ost-Berlin. Die längste Etappe führte zum Tourbeginn mit 242 Kilometern von Ost-Berlin nach Rostock. Die achte Etappe von Zwickau nach Karl-Marx-Stadt, ein Einzelzeitfahren, war mit 50 Kilometern die kürzeste. Mit dem sechsten Teilabschnitt Halle (Saale) – Gotha gab es nur eine Bergetappe, bei der die Hainleite überwunden werden musste.

## Rennverlauf
Der stärkste Fahrer des Feldes war der 19-jährige Alfons Hermans vom belgischen Radsportklub WAC Hoboken. Nachdem der Berliner Erich Schulz zwei Etappen lang die Einzelwertung anführte, übernahm Hermans nach dem dritten Tagesabschnitt die Spitzenposition. Er musste sie zwar bereits einen Tag später an Rudi Kirchhoff vom SC Dynamo Berlin abgeben, und auf der sechsten Etappe trug Dieter Köhler von der SV Stahl das Gelbe Trikot des Spitzenreiters. Auf diesem Tagesabschnitt erkämpfte sich der Belgier die Spitzenposition zurück, gewann danach noch die achte Etappe und erreichte als sicherer Sieger mit einem Vorsprung von fast sechs Minuten vor dem Leipziger Siegfried Wustrow das Ziel in Ost-Berlin. Als stärkste Mannschaft entpuppte sich das Team des SC Wissenschaft Leipzig, das die Mannschaftswertung mit einem knappen Vorsprung von 49 Sekunden vor dem WAC Hoboken gewann. Von den 95 gestarteten Fahrern erreichen 73 das Ziel. Die Rundfahrt wurde überschattet vom Tod des Berliners Erich Schulz, der auf der sechsten Etappe an den Folgen eines bei einem Sturz erlittenen Schädelbruchs starb.
| Etappe | Start – Ziel              | Länge (km) | Sieger            | Mannschaft              | Zeit (h) |
| ------ | ------------------------- | ---------- | ----------------- | ----------------------- | -------- |
| 1      | Ost-Berlin – Rostock      | 242        | Erich Schulz      | SV Post                 | 5:54:36  |
| 2      | Rostock – Schwerin        | 093        | Erich Schulz      | SV Post                 | 2:35:44  |
| 3      | Rund um Schwerin          | 090        | Alfons Hermans    | WAC Hoboken             | 2:18:29  |
| 4      | Schwerin – Magdeburg      | 221        | Rudi Kirchhoff    | SC Dynamo Berlin        | 5:19:40  |
| 5      | Magdeburg – Halle         | 142        | Fritz Jährling    | SV Turbine              | 3:31:52  |
| 6      | Halle – Gotha             | 172        | Siegfried Wustrow | SC Wissenschaft Leipzig | 4:47:50  |
| 7      | Gotha – Zwickau           | 198        | Willy Hanssen     | WAC Hoboken             | 5:42:51  |
| 8      | Zwickau – Karl-Marx-Stadt | 050        | Alfons Hermans    | WAC Hoboken             | 1:17:07  |
| 9      | Karl-Marx-Stadt – Bautzen | 148        | Fritz Jährling    | SV Turbine              | 4:17:27  |
| 10     | Bautzen – Ost-Berlin      | 205        | Hans Kubicki      | SV Stahl                | 5:30:12  |

## Endergebnisse
|      | Fahrer            | Mannschaft              | Zeit        |
| 01.  | Alfons Hermans    | WAC Hoboken             | 38:59:16 h  |
| 0 2. | Siegfried Wustrow | SC Wissenschaft Leipzig | + 5:52 min  |
| 0 3. | Heinz Zimmermann  | SC Wissenschaft Leipzig | + 9:40 min  |
| 0 4. | Egon Adler        | SV Rotation             | + 9:58 min  |
| 0 5. | Horst Kappel      | SC Einheit Berlin       | + 10:03 min |
| 0 6. | Erwin Wittig      | SC Einheit Berlin       | + 10:07 min |
| 0 7. | Rudi Kirchhoff    | SC Dynamo Berlin        | + 12:29 min |
| 0 8. | Dieter Köhler     | SV Stahl                | + 13:19 min |
| 0 9. | Willy Hanssen     | WAC Hoboken             | + 15:18 min |
| 10.  | Paß               | LV Nordrhein-Westfalen  | + 17:12 min |
| 0 …  |                   |                         |             |

|      | Mannschaft              | Zeit (h)      |
| 01.  | SC Wissenschaft Leipzig | 120:13:46     |
| 0 2. | WAC Hoboken             | 120:14:35     |
| 0 3. | SC Einheit Berlin       | 120:40:21     |
| 0 4. | SC Dynamo Berlin        | 120:57:00     |
| 0 5. | SV Turbine              | 121:02:18     |
| 0 6. | SV Wismut               |               |
| 0 7. | SV Stahl                |               |
| 0 8. | SV Fortschritt          |               |
| 0 9. | SV Chemie               |               |
| 10.  | SV Motor                |               |
| 11.  | SV Rotation             |               |
| 12.  | SV Lokomotive           |               |
| 13.  | SV Empor                |               |
| 14.  | SV Traktor              |               |
| 15.  | LV Nordrhein-Westfalen  |               |
| 16.  | SV Aufbau               |               |
| 17.  | SV Medizin              |               |
| 18.  | LV Niedersachsen        |               |
|      | SV Post                 | ausgeschieden |